# Gernot Fischer

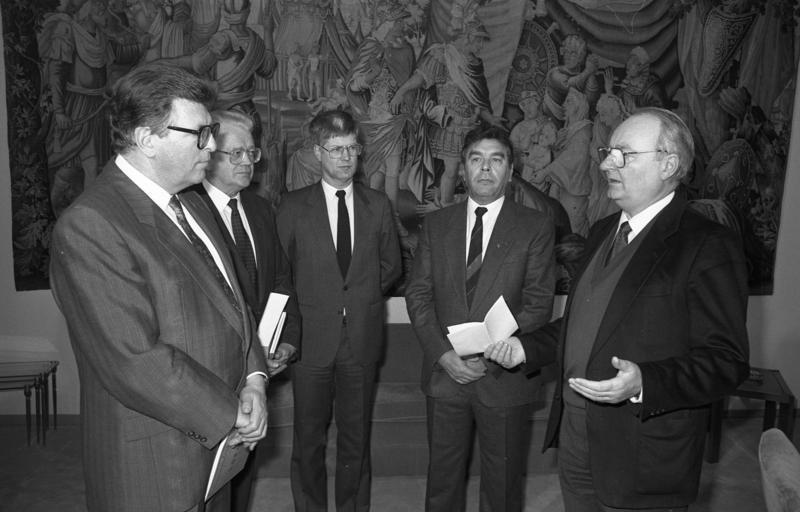
Fischer (Zweiter von rechts) 1987 als Mitglied im Untersuchungsausschuss „Neue Heimat“

Gernot Fischer (* 15. Dezember 1937 in Worms) ist ein deutscher Jurist, ehemaliger Verwaltungsbeamter, Bundestagsabgeordneter (SPD) und Oberbürgermeister der rheinland-pfälzischen Stadt Worms.

## Leben
Gernot Fischer wuchs in Osthofen auf, wo er bis 1947 die Volksschule besuchte. Nach seinem Abitur 1956 am Gauß-Gymnasium Worms, studierte er in Mainz, Bonn, München und Heidelberg Rechtswissenschaft. Das zweite Staatsexamen absolvierte er 1964. Von 1965 bis 1968 war Fischer als Richter am Land- und Amtsgericht Mainz tätig. Von 1970 bis 1980 arbeitete er als Referent in der Verfassungsabteilung des Justizministeriums Rheinland-Pfalz, wo er letztendlich 1974 zum Ministerialrat befördert wurde.
Gernot Fischer wurde als SPD-Mitglied bei den Bundestagswahlen 1980 und 1983 als direkter Abgeordneter für den damaligen Wahlkreis 155 (Worms und Umgebung) in den Deutschen Bundestag gewählt. Diesem gehörte er in der 9. sowie in der 10. Legislaturperiode an.
Auf Initiative von Gernot Fischer erklärte der Deutsche Bundestag am 25. Januar 1985 den Volksgerichtshof des NS-Staats einstimmig zum „Terrorinstrument zur Durchsetzung nationalsozialistischer Willkürherrschaft“. Durch die politische, juristisch unverbindliche Entschließung wurde den Urteilen des NS-Volksgerichtshofs jede Rechtswirkung in der Bundesrepublik Deutschland abgesprochen.
Vom 1. Dezember 1987 bis zum 30. Juni  2003 war Gernot Fischer Oberbürgermeister der Stadt Worms.